# Шалкар (Зайсанський район)
Шалка́р (каз. Шалқар) — село у складі Зайсанського району Східноказахстанської області Казахстану. Входить до складу Саритерецького сільського округу.
Населення — 303 особи (2021; 334 у 2009, 368 у 1999, 321 у 1989).
Національний склад станом на 1989 рік:
- казахи — 100 %

До 1998 року село називалося Ворошилово, у радянські часи мав також назву Ворошилов.